# Maxime Léry
Maxime Léry, né Maxime Lévy le 29 décembre 1884 dans le 10e arrondissement de Paris et mort le 6 septembre 1968 dans le 18e arrondissement de Paris, est un comédien, dramaturge et poète français du XXe siècle.

## Biographie
Maxime Lévy, né le 29 décembre 1884 dans le 10e arrondissement de Paris, est le fils de Georges Lévy (1856-), opticien, et de Ida Joseph (1865-1961), institutrice.
En 1904, sa fiche matricule indique qu'il est élève au Conservatoire national de musique. Il passe le concours du conservatoire à l'Opéra comique en juillet 1905, où il interprète le rôle de M. de Grignon dans Bataille de dames de Scribe et Legouvé. Incorporé en octobre 1905 au 37e régiment d'infanterie, il finit son service militaire en septembre 1906.
En 1911, il joue dans la pièce L'Étoile de Séville, adaptée par Camille le Senne et Léon Guillot de Saix au théâtre en plein air de Marnes-la-Coquette. Aux côtés de Sarah Bernhardt, il joue le rôle de L'Aiglon et l'auteur de la pièce, Edmond Rostand, fait appel à lui pour interpréter Cyrano dans Cyrano de Bergerac au Théâtre de la Porte saint-Martin dont la première a lieu le 20 octobre 1913.
Il s'essaie au cinéma en 1913, avec le rôle principal dans le film d'Henri Andréani, Le Fils de Lagardère et dans une adaptation de L'Aiglon.
Mobilisé en août 1914, il est incorporé au 167e Régiment d'infanterie, au sein de la 22e compagnie, qui participe à la grande offensive de Champagne du 25 au 28 septembre 1915. Il est envoyé à l'hôpital temporaire 19 le 27 septembre 1915.
Il fait ses débuts au Théâtre national de l'Odéon dans Le Mariage de Figaro, en octobre 1919. En septembre 1921, il est à l'affiche du théâtre dans Consentement forcé de Michel Guyot de Merville (créée en 1738) et Le Préjugé à la mode de Nivelle de la Chaussée (créée en 1735).
En 1923, il écrit avec André-Paul Antoine Les Chevaux de bois. Les premières représentations ont lieu au Théâtre de la Potinière avec Chalotte Lysès comme interprète principale. Après que la pièce a rencontré le succès dans de nombreuses salles, ses deux auteurs en réécrivent le texte dix ans plus tard pour une première dans le même théâtre.
Il épouse Eugénie Georgette Lagnel (1898-1993) le 25 mars 1924 à la mairie du 3e arrondissement de Paris. Ils divorcent rapidement, le 9 juillet 1925. Le 16 mars 1929, il se remarie avec l'actrice Suzanne Marie Deroudilhe (1896-) dans le 9e arrondissement. Il en divorce le 16 juin 1950, avant d'épouser Alphonsine Marie Valentine Clarency (1881-1972) le 15 juillet 1952 dans le 18e arrondissement.
En 1931, il joue au théâtre le rôle principal dans l'adaptation qu'il a faite du roman de Balzac, Eugénie Grandet.
Il est également l'auteur et l'interprète de nombreuses pièces pour la radio et fait partie du comité directeur de la Société des orateurs et conférenciers.
Après la Seconde Guerre mondiale, il joue de petits rôles au cinéma dans des comédies comme Sérénade aux nuages.
Maxime Léry meurt le 6 septembre 1968 à l'hôpital Bichat à Paris, il est inhumé au cimetière parisien de Pantin.

## Œuvres principales
- Le Doyen des enfants de chœur, comédie en 3 actes, 1919
- Les Chevaux de bois, co-écrit avec André-Paul Antoine, première représentation le 28 novembre 1922[17]
- Un mari sur mesure, 1935[18]
- Le Bonnet d'âne, 1937[19]

## Filmographie
- Le fils de Lagardère, 1913[20]
- L'Aiglon, 1913
- Direct au cœur, 1932
- Sérénade aux nuages, 1946
- L'Affaire du grand hôtel, 1946

## Distinctions
- Médaille commémorative de la guerre 1914–1918
- Médaille interalliée de la Victoire, juillet 1935
- Chevalier de la Légion d'honneur, décret du 29 janvier 1937[21]
- 1937 : Académie française - Prix Artigue pour Fables[22]
- 1954 : Académie française - Prix Alfred de Pontécoulant pour Fables[23]